# Un final made in Hollywood
 Un final made in Hollywood (títol original en anglès Hollywood Ending) és una pel·lícula estatunidenca de Woody Allen, estrenada el 2002. Aquesta pel·lícula ha estat doblada al català.

## Argument
Val Waxman, cineasta americà de talent, ha conegut moments més bons, no li proposen més que rodatges publicitaris. Tanmateix, la seva antiga dona, que li té estima, pensa a convèncer el seu amant, Hal Yeager, productor a Hollywood, per contractar-lo com a director en una producció important.

## Repartiment
- Woody Allen: Val Waxman
- George Hamilton: Ed
- Téa Leoni: Ellie
- Debra Messing: Lori
- Mark Rydell: Al
- Treat Williams: Hal Yeager
- Tiffani Thiessen: Sharon Bates